# 汽車 (歌曲)
『汽車』（きしゃ）は、童謡。文部省唱歌。作詞は不明（詳細は後述）、作曲は大和田愛羅。汽車（蒸気機関車が牽引する客車列車）がさまざまな場所を通り抜け、その目まぐるしい変化の面白さを歌っている。1912年（明治45年）に刊行された『尋常小学唱歌 第三学年用』が初出（この初出譜では、5〜8小節と13〜16小節とが誤って逆に印刷されている）。2007年（平成19年）に「日本の歌百選」に選ばれた。
西日本旅客鉄道岡山支社管内の一部の駅では接近メロディに、東日本旅客鉄道常磐線広野駅、羽越本線村上駅では発車メロディに使用されている。

## 歌詞
1. 今は山中　今は浜
今は鉄橋渡るぞと
思う間も無く　トンネルの
闇を通って広野原（ひろのはら）
2. 遠くに見える村の屋根
近くに見える町の軒（のき）
森や林や田や畑（はたけ）
後（あと）へ後へと飛んで行く
3. 廻（まわ）り灯籠（とうろう）の画（え）の様に
変わる景色のおもしろさ
見とれてそれと知らぬ間に
早くも過ぎる幾十里

## 歌詞についての諸説
常磐線広野駅にはこの曲の歌碑が設置されている。これは「歌詞の「広野原」は「広い野原」という普通名詞の意味のほかに、福島県双葉郡広野町を指す「広野原」という地名の意味も含まれている」というものである。町のホームページでは「常磐線 開通の際に、南の現在のいわき市 久ノ浜から広野町の間の景観を大和田建樹氏が作詞した」と紹介されている。
一方で、『愛唱歌ものがたり』 (読売新聞文化部編) では「広野原=広野町説」は根拠のない俗説であるとしている。『愛唱歌ものがたり』によると、記録では建樹が乗ったのは久ノ浜駅までで広野駅まで行った事実はない。次に『汽車』は作詞者不詳扱いである。大和田建樹の作品群は明確であり、不詳扱いの作がある可能性は薄い。さらに大和田建樹よりも可能性の高い別の人物がいる。東芝EMI元社長の乙骨剛は「叔父の乙骨三郎が家族に自分が作詞したことを明かしていた」と証言している。『近代文学研究叢書37巻』（1973年）でも『汽車』は乙骨の作詞であると認めている。